# Bossoroca
Bossoroca – miasto i gmina w Brazylii, w stanie Rio Grande do Sul. Znajduje się w mezoregionie Noroeste Rio-Grandense i mikroregionie Santo Ângelo. 
Według danych z 2010 roku miasto i gminę zamieszkiwało 6 887 osób. Gęstość zaludnienia wynosiła 4,31 os./km².